# ICO (format de fichier)
Pour les articles homonymes, voir ICO.
Le format de fichier ICO est le format de fichier gérant les icônes sur le système d'exploitation Microsoft Windows mais ce format est aussi très utilisé pour les favicon. Les fichiers de ce format contiennent généralement des images de format carré : 16 × 16, 32 × 32, 48 × 48 ou 256 × 256 pixels.

## Caractéristiques techniques
1. Les fichiers de type ICO contiennent généralement plusieurs images de tailles différentes pour un affichage optimal en fonction de la taille et du nombre de couleurs supporté par le système utilisé.
2. Les fichiers de type ICO prennent en charge les canaux alpha assurant la transparence de certaines couleurs.
3. Les fichiers de type ICO ont une définition maximale de 256 × 256 pixels (les images au-delà du format 48 × 48 pixels ne sont visibles qu'à partir de Microsoft Windows Vista)[2].

## Utilisations
Le format de fichier ICO est généralement associé aux icônes des applications du système d'exploitation Microsoft Windows. En effet, depuis Windows Vista, l'explorateur Windows utilise les fichiers .ico contenant des images de 16 × 16, 32 × 32, 48 × 48, et 256 × 256 pixels pour afficher les icônes des exécutables (le fichier .ico est intégré à l'exécutable pendant la compilation du logiciel). Il est possible de mettre des images de tailles différentes, mais l'explorateur Windows les ignorera ; il utilisera l'image 256 × 256 px pour afficher l'icône quand ce dernier doit être à une résolution supérieure à 48 × 48 px, par exemple lorsque le réglage d'affichage de disposition des fichiers est mis sur "Très grandes icônes" ou "Grandes icônes".
Néanmoins, ce format de fichier se retrouve très fréquemment utilisé sur les sites web en tant que favicon.

## Compatibilité
- Microsoft Windows Vista assure le support et offre l'affichage d'icônes allant jusqu'à 256 × 256 pixels, soit la résolution maximale d'une icône. Les versions de grande taille du système utilisent la compression PNG afin d'alléger le poids des icônes.
- Microsoft Windows XP est le premier système de Microsoft à utiliser les canaux alpha dans les icônes et utilise la dimension 48 × 48 pixels.
- Microsoft Windows 98 supporte les icônes allant jusqu'à 24 bits de couleurs allant jusqu'à une dimension de 48 × 48 pixels (si on active l'affichage de grandes icônes).
- Microsoft Windows 95 n'assure le support que des icônes 16 couleurs d'une taille maximale de 32 × 32 pixels.

## Logiciels
- Axialis IconWorkshop
- GIMP
- Krita
- IcoFX
- Icon Composer (inclus dans Xcode)
- IconBuilder (un plugin pour Adobe Photoshop, Adobe Photoshop Elements et Macromedia Fireworks)
- RealWorld Icon Editor (anglais)
- (en) @icon sushi